# 劉杉杉
劉杉杉（1992年3月16日—），中國女子職業足球運動員，司職後衛，現效力於中國女子足球超級聯賽河北女子足球會。
劉杉杉5歲始跟隨父親學習足球，後入讀河北師範大學，曾代表中國國家女子青年足球隊出戰2012年U20女子世界盃。
2012年12月8日首次代表中國國家女子足球隊，在美國密歇根州底特律福特球場對戰美國國家女子足球隊。

## 國家隊生涯
2015年4月，劉杉杉入選中國國家女子足球隊出戰2015年女子世界盃足球賽。

## 外部連結
- 劉杉杉 – FIFA國際賽競賽紀錄 (存檔)
- Soccerway資料庫：劉杉杉